# Sukalela
Sukalela is een bestuurslaag in het regentschap Gresik van de provincie Oost-Java, Indonesië. Sukalela telt 536 inwoners (volkstelling 2010).